# Nemiche amiche
Nemiche amiche (Stepmom) è un film del 1998 diretto da Chris Columbus, con Julia Roberts e Susan Sarandon.
Il film è dedicato, come mostrato in una scritta prima dei titoli di coda, alla madre del regista Chris Columbus, morta di cancro un anno prima delle riprese del film.

## Trama
Isabel è una fotografa di moda di New York che pensa esclusivamente alla carriera e che deve occuparsi dei figli del suo nuovo compagno Luke: Anna di dodici anni e Ben di sette. Sia Isabel che i due bambini amano con tutto il cuore Luke, ma tra di loro i rapporti non sono idilliaci. Isabel deve fare i conti anche con Jackie, la madre naturale, considerata dai due bambini insuperabile in tutto. La donna nutre ovviamente del risentimento nei confronti di Isabel che le ha "rubato" i figli. Ma un giorno Jackie si scopre malata di cancro. Le due, dopo reciproche accuse e liti furibonde, riescono comunque a trovare un equilibrio e a diventare finalmente amiche, per il bene dell'uomo che hanno amato e che amano e soprattutto per il bene dei bambini.

## Riconoscimenti
- 1999 - Golden Globe
  - Candidatura come migliore attrice in un film drammatico a Susan Sarandon
- 1999 - Satellite Award
  - Candidatura come migliore attrice in un film drammatico a Susan Sarandon
- 1999 - Blockbuster Entertainment Awards
  - Miglior attrice in un film drammatico a Julia Roberts
  - Candidatura come miglior attrice in un film drammatico a Susan Sarandon
  - Candidatura come miglior attrice non protagonista in un film drammatico a Jena Malone
- 1999 - Teen Choice Awards
  - Candidatura come miglior film drammatico
- 1999 - Kids' Choice Awards
  - Candidatura come attrice preferita a Julia Roberts
- 1999 - BMI Film & TV Award
  - BMI Film & TV Award a John Williams
- 1999 - Young Artist Award
  - Miglior film per famiglia
  - Miglior attrice giovane a Jena Malone
  - Miglior attore 10 anni o meno a Liam Aiken
- 1998 - San Diego Film Critics Society Awards
  - Miglior attrice a Susan Sarandon
- 1999 - YoungStar Awards
  - Miglior attrice esordiente in un film drammatico a Jena Malone